# Инцидент Мисимы

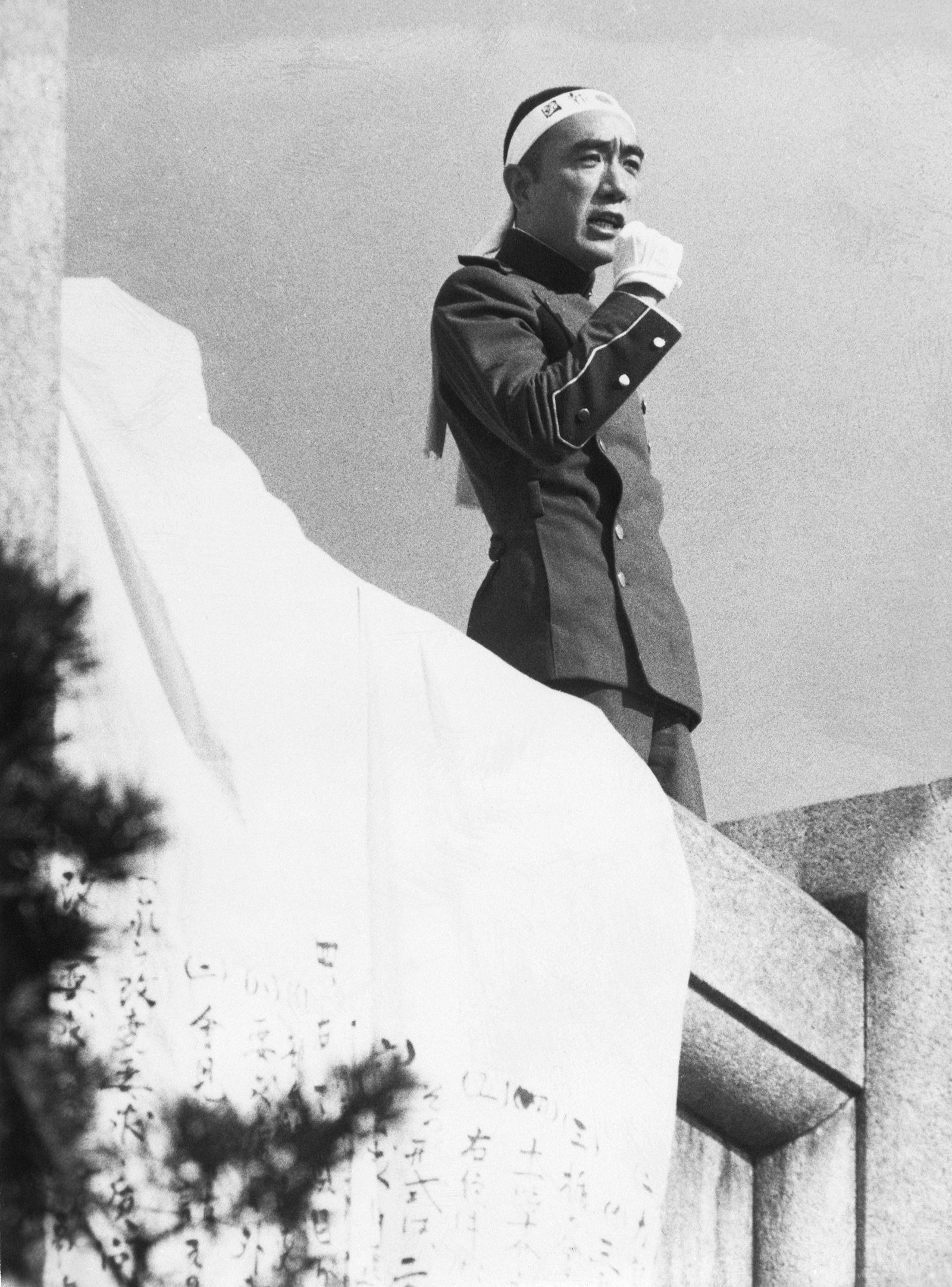
Мисима произносит речь с балкона штаба Восточной дивизии

Инцидент Мисимы (яп. 三島事件) — попытка государственного переворота, предпринятая в Японии 25 ноября 1970 года писателем Юкио Мисимой и четырьмя его соратниками.

## Ход событий
В конце 1967 года писатель Юкио Мисима выдвинул идею создания гражданской армии, призванной помогать Силам самообороны Японии противостоять «ползучей агрессии» левых. Он предложил, чтобы добровольцы из числа студентов и мелких служащих прошли военную подготовку, чтобы повести за собой в бою по 20 человек каждый, если возникнет такая необходимость. В марте 1968 года Мисима лично возглавил первую группу из 23 человек, направившихся на обучение на базу Сил самообороны.
4 ноября 1968 года Мисима собрал пресс-конференцию, на которой заявил о создании военизированной организации «Общество щита». На его собраниях обсуждались различные варианты действий. Согласно плану Мисимы, если левые спровоцируют насилие, премьер-министр будет вынужден мобилизовать Силы самообороны и «Общество щита». Также рассматривался сценарий, при котором «Общество щита» должно было возглавить штурм здания парламента, в котором приняли бы участие и Силы самообороны, чтобы потребовать пересмотра девятой статьи Конституции Японии об отказе от ведения боевых действий и восстановления императора Японии в правах верховного главнокомандующего.
В 11 часов утра 25 ноября 1970 года Мисима вместе с четырьмя студентами из «Общества щита» явился на базу Восточной дивизии Сил самообороны в токийском районе Итигая. Когда начальнику штаба Восточной дивизии генералу Кэнри Масите сообщили c проходной о том, что пришёл знакомый ему Мисима, он немедленно распорядился пропустить его. Генерала не смутило, что Мисима явился на базу в сопровождении четырёх молодых людей, вооруженных самурайскими мечами, поскольку члены «Общества щита» имели право быть на военных объектах при оружии.
Затем Мисима и его соратники ворвались в кабинет Маситы и привязали его к креслу, ранив при этом мечами шестерых офицеров, которые пытались им помешать. Сбежавшемуся на шум персоналу под угрозой убийства генерала были предъявлены следующие требования:
- К полудню перед зданием штаба должна быть собрана Восточная дивизия в полном составе;
- Солдаты без шума должны выслушать выступление Мисимы и его соратников;
- Членам «Общества щита», собравшимся в расположенном неподалёку зале Итигая Кайкан, должен быть предоставлен доступ на базу;
- Никто не должен вмешиваться в происходящее до 13:10.

На плацу перед штабом были спешно собраны 800 солдат 32-го полка. Мисима вышел на балкон, вывесил полотнища с лозунгами и начал произносить речь о том, что нет более почётного долга, чем изменить конституцию, чтобы она не мешала создать мощную армию, достойную великой Японии. Однако солдаты стали кричать: «Слезай оттуда!», «Хватит играть в героя!», «Отпусти командующего!».
После этого Мисима вернулся в кабинет генерала, сел на пол лицом к балкону и совершил сэппуку с помощью своего соратника Мориты Масакацу. Затем Морита Масакацу также покончил с собой. Оставшиеся трое членов «Общества щита» освободили генерала Маситу и сдались. Они были приговорены к четырём годам заключения каждый.